# Ingeborg-Bachmann-Preis 1991
Der Ingeborg-Bachmann-Preis 1991 war der 15. Wettbewerb um den Literaturpreis. Die Veranstaltung fand im Klagenfurter ORF-Theater des Landesstudios Kärnten statt.
Das Literaturfestival stand im Schatten des kriegerischen Konflikts im nahen Slowenien. „Die TV-Bilder der Toten auf den Straßen Sloweniens gingen einem näher als die Wettbewerbstexte“, stellte die Hausberichterstattung der ORF-Redaktion rückblickend fest, zumal „deren Durchschnittsniveau (...) im Vergleich zum Vorjahr nochmals deutlich niedriger“ war, wie ein Kommentator feststellte.
Für Aufsehen sorgte die Vergabe des Preises des Landes Kärnten an den Schweizer Autor Urs Allemann, dessen Text Babyficker zunächst noch in der Jury auf Ablehnung gestoßen war. Die Zweite Landtagspräsidentin und FPÖ-Kultursprecherin Kriemhild Trattnig bezeichnete Allemanns Beitrag als „größte preisgekrönte Schweinerei“ und löste eine Debatte um Zensur und die Freiheit der Jury aus. Ein Beobachter sprach von einem „schwarzen Lehrstück“, Allemanns Spiel mit dem „kalkulierten Schock“ der Zuschauer und der „Professionalität der Jury“ sei aufgegangen.
Einige Stimmen in der medialen Debatte erklärten, Allemann habe den Hauptpreis nur deshalb nicht erhalten, weil ein größerer Skandal zu befürchten gewesen sei. Tatsächlich ging der Ingeborg-Bachmann-Preis selbst an die türkischstämmige Deutsche Emine Sevgi Özdamar und damit zum ersten Mal überhaupt an eine Nicht-Muttersprachlerin. Diese erklärte später, sie habe sich lediglich als „Gastautorin“ akzeptiert gefühlt.

## Autoren
- Kurt Aebli
- Gabrielle Alioth
- Urs Allemann
- Marcel Beyer
- Michael Eberth
- Hella Eckert
- Hubert Konrad Frank
- Walter Gnelli
- Durs Grünbein
- Roland Koch
- Judith Kuckart
- Sabine Küchler
- Ulrike Längle
- Fritz Hendrick Melle
- Francesco Micieli
- Wolfgang Mörth
- Emine Sevgi Özdamar
- Matthias Politycki
- Theres Roth-Hunkeler
- Said
- Ludger Schwarte
- Peter Wawerzinek

## Juroren
- Roberto Cazzolla
- Karl Corino
- Peter Demetz (erkrankt)
- Wolf Donner (erkrankt)
- Marlis Gerhardt
- Volker Hage
- Andreas Isenschmid
- Hellmuth Karasek
- Sigrid Löffler
- Peter von Matt
- Stefan Richter

## Preisträger
- Ingeborg-Bachmann-Preis (dotiert mit 150.000 ÖS): Emine Sevgi Özdamar für Das Leben ist eine Karawanserei (Romanauszug)
- Preis des Landes Kärnten (dotiert mit 100.000 ÖS): Urs Allemann für Babyficker
- Ernst-Willner-Preis (70.000 ÖS): Marcel Beyer für Flughunde
- Stipendium der Kärntner Industrie (dotiert mit 30.000 ÖS): Hubert Konrad Frank für Café Wintergarten
- Bertelsmann-Stipendium (dotiert mit 6.000 DM): Peter Wawerzinek für Moppel Schappik
- 3sat-Stipendium (dotiert mit 6.000 DM): Theres Roth-Hunkeler für Das Muttermal